# 海底隧道 (香港)

早期的紅磡海底隧道銅鑼灣入口

海底隧道（英語：Cross-Harbour Tunnel，縮寫：CHT）是香港首條連貫香港島和九龍半島的過海行車隧道，因在九龍的著陸點位於紅磡灣，多稱為紅磡海底隧道，簡稱紅隧，是香港以至世界最繁忙的行車隧道之一，隧道人員獲授權執行香港法例368章《行車隧道（政府）條例》，港島段由原奇力島填海建造而成。

## 歷史
香港最早草擬跨越維多利亞港的基建設施，可追溯到1901年；而在20年後，港英政府亦曾經提出維港大橋的藍圖。大橋以中環畢打街為起點，延伸至尖沙咀廣東道，同時可供汽車、電車、人力車及行人使用。
而戰後1948年發表的《亞拔高比報告》，首次提出以海底隧道形式，從尖沙咀來往中環，以紓緩交通及完善維港兩岸的運輸系統。

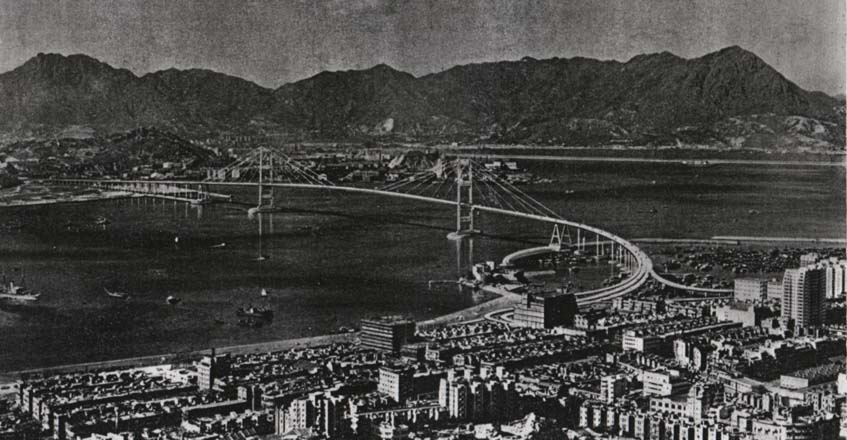
維多利亞港跨海大橋之模擬圖片

1961年，維多利亞發展有限公司提出興建維港跨海大橋的方案，大橋兩岸的出入口跟現在的紅磡海底隧道相若。此方案與當時海底隧道方案競爭，不過政府最後選擇海底隧道，主要基於以下原因：
1. 擬議大橋最高點達400米，會對在啟德機場升降的飛機造成危險
2. 大橋較容易受到極端天氣影響
3. 如果大橋發生重大事故，將有機會截斷來往鯉魚門至尖沙咀的航道

港英政府銳意開拓銅鑼灣、紅磡、尖沙咀經濟，決定隧道現有之出入口位置。1965年，時任立法局議員鍾士元預見四線行車隧道會迅速飽和，曾提出六線方案，惜因成本過高未獲採納。
紅磡海底隧道於1969年9月1日動工，由保華與英美兩家建築公司的聯合體承建，耗資港幣3.2億港元。隧道全長1,860米，以沉管方式建造（而隧道沉管於黃埔船塢製造），由15節鋼製沉管組成，車速限制每小時70公里。由香港隧道有限公司（港通控股有限公司前身）以「建造、營運、移轉」形式興建及經營，在1980年代起，當時兩方的隧道出入口亦以中英文標示公司名稱；唯專營權在1999年9月1日屆滿後，原本以中文標示公司名稱部份被廣告招牌擋上，而英文公司名稱部份也在其後更改為「CROSS-HARBOUR TUNNEL」並沿用至今。隧道跨越維多利亞港，將九龍半島和香港島兩岸獨立的道路網絡連接起來。海底隧道南端出入口位於奇力島，位於港島銅鑼灣避風塘當時的位置。因工程關係，該島已與香港島連接。北端出入口位於紅磡灣填海區。收費廣場位於紅磡灣出口，共有16個收費亭，其中10個為人手收費亭，2個為專利巴士專用的快易通自動繳費亭，而餘下4個為快易通專用的自動繳費亭。
1972年6月16日，紅磡海底隧道舉行雞尾酒會，出席人士包括商界祈德尊、利國偉等大批名人。
1972年8月2日，第25任香港總督麥理浩爵士（Baron MacLehose of Beoch）主持啟用剪綵儀式，宣佈紅磡海底隧道正式通車啟用，由影視紅星沈殿霞乘坐的一輛老爺車，隨即駛過紅磡海底隧道，成為第二位正式使用紅磡海底隧道的市民。真正第一位正式使用的人是載著拍攝當天情況的攝影師的司機。
2017年12月3日起，駕車人士可以在紅磡海底隧道的人手收費亭，以八達通或本地發行的非接觸式信用卡（包括Visa payWave、感應式Mastercard及銀聯閃付）拍卡繳付隧道費。
2023年7月23日起，紅磡海底隧道實施不停車繳費系統「易通行」，取代原有人手收費亭及快易通。

## 接駁交通
紅隧九龍入口位於港鐵紅磡站旁，由於東鐵綫於2022年5月15日前未能直接過海，不少新界東部的居民會先乘搭東鐵綫到紅磡站，再前往紅隧收費廣場的巴士站再轉乘過海巴士，特別在早上上班時間，過海隧道巴士站經常擠滿乘客，排隊上車的人龍有時更長至連接港鐵紅磡站的天橋。為此巴士公司會為部分路線於繁忙時間安排空車由過海隧道巴士站開出，疏導轉車乘客。

## 使用狀況
海底隧道是香港最繁忙的4線行車隧道之一，也是香港最繁忙、使用率最高的道路。紅隧採用舊式的4線雙程行車，設計用量只得8萬架次，使隧道的行車流量早於1982年便告飽和，幾乎全日都會出現交通擠塞。雖然東區海底隧道及西區海底隧道先後於1989年和1997年啟用，多條過海鐵路綫亦相繼通車，但紅隧勝在位置方便、收費廉宜，故此一直都是駕駛者過海的首選。
過海交通問題困擾港府多時。當局曾於1984年6月1日向所有過海車輛徵收隧道稅，冀能紓緩紅隧壓力，但成效甚微。1989年通車的第二條過海隧道–東區海底隧道雖連接港島東及九龍東，但對整體駕駛人士而言，東隧仍遠不及紅隧方便。較接近油尖旺和中上環商業核心區域的西區海底隧道卻因收費高昂（1997年通車時私家車收30元，2019年已加至75元），無法達到分流紅隧的理想效果。政府早於2005年開始研究三隧分流，曾積極研究回購東西隧，或動用公帑補貼西隧藉此減價，最後都無疾而終。
隨著香港人口增長，汽車數量持續增加，紅隧擠塞因而日益惡化。在繁忙時間、周末及假日前夕，紅隧交通必定癱瘓，連接道路（包括公主道、加士居道天橋、暢運道、漆咸道南、漆咸道北、東九龍走廊、堅拿道天橋、告士打道、維園道及東區走廊）均會受到波及。港鐵興建沙中綫期間，上述道路部份路段需要封閉或改道，加劇擠塞情況，甚至到午夜12時仍可見到車龍。香港仔隧道亦時常受紅隧車龍倒塞影響，繁忙時間或需間歇性封閉。直至南港島綫通車後，香隧和堅拿道天橋的車流才稍為回落。
隨著政府開始收回東西隧的經營權，當局在2023年8月2日正式實施三隧分流「633方案」，即西隧減至60元，紅隧及東隧加至30元，的士三隧劃一收25元。第二階段將引入不同時段不同收費，運輸署預計分流後紅隧車龍可有望縮短1至1.5公里。
| 年份 | 總行車架次 | 平均每日行車架次 |
| ---- | ---------- | ---------------- |
| 2022 | 37,898,847 | 103,832          |
| 2021 | 39,219,135 | 107,450          |
| 2020 | 38,354,452 | 104,794          |
| 2019 | 38,937,866 | 106,679          |
| 2018 | 41,040,724 | 112,440          |
| 2017 | 41,527,796 | 113,775          |
| 2016 | 41,972,669 | 114,679          |
| 2015 | 42,238,498 | 115,722          |
| 2014 | 42,044,261 | 115,190          |
| 2013 | 42,615,079 | 116,754          |
| 2012 | 43,265,924 | 118,213          |
| 2011 | 43,998,983 | 120,545          |
| 2010 | 44,131,405 | 120,908          |
| 2009 | 44,318,966 | 121,422          |
| 2008 | 44,375,838 | 121,245          |
| 2007 | 44,868,083 | 122,926          |
| 2006 | 45,211,232 | 123,866          |
| 2005 | 44,841,874 | 122,854          |
| 2004 | 44,531,873 | 121,672          |
| 2003 | 43,712,002 | 119,759          |
| 2002 | 43,803,347 | 120,009          |
| 2001 | 43,962,068 | 120,444          |
| 2000 | 44,048,034 | 120,350          |
| 1999 | 42,945,156 | 117,658          |
| 1998 | 43,803,759 | 120,010          |
| 1997 | 44,952,697 | 123,158          |
| 1996 | 45,374,462 | 123,974          |
| 1995 | 44,997,886 | 123,282          |
| 1994 | 45,178,895 | 123,778          |
| 1993 | 44,912,073 | 123,047          |
| 1992 | 44,323,277 | 121,102          |
| 1991 | 43,855,437 | 120,152          |
| 1990 | 43,199,456 | 118,355          |
| 1989 | 42,841,370 | 117,374          |
| 1988 | 42,716,683 | 116,712          |
| 1987 | 40,546,149 | 111,085          |
| 1986 | 38,004,593 | 104,122          |
| 1985 | 36,157,734 | 99,062           |
| 1984 | 36,778,461 | 100,488          |
| 1983 | 39,488,095 | 108,187          |
| 1982 | 39,780,344 | 108,987          |
| 1981 | 38,645,000 | 105,877          |
| 1980 | 35,265,000 | 96,352           |
| 1979 | 32,126,000 | 88,016           |
| 1978 | 27,306,000 | 74,811           |
| 1977 | 21,870,000 | 59,918           |
| 1976 | 18,218,000 | 49,776           |
| 1975 | 15,193,322 | 41,626           |
| 1974 | 14,203,887 | 38,915           |
| 1973 | 12,479,485 | 34,190           |
| 1972 | 4,017,066  | 26,780           |

## 事件

### 寶珊道山泥傾瀉事件
1972年6月18日晚上8時55分在香港香港島半山區寶珊道發生的山泥傾瀉，駐港英軍奉召到場救災，更從九龍和新界的軍營派出車隊支援，並駛經尚未啟用的紅磡海底隧道。

### 管道維修
平日凌晨時份，紅隧僅有的2條管道其中一條會停止使用以便維修。剩下的一條管道則會改為雙程行車，並會收緊車速限制。2001年紅隧曾無法在凌晨完成重鋪路面的工程，使紅隧在上班繁忙時間仍需要維持單管道行車，幾乎完全癱瘓港島和九龍的交通，車龍成「十字型」分成東西向和南北向兩段，分別由港島東區的太古城伸至西區的西營盤，以及由九龍公主道、窩打老道伸延至香港仔隧道及香港島南區。

### 「政治敏感」電影宣傳
香港電影《赤道》在上映前半個月左右，計劃將一幅標示有“全面進入，倒數戒備”及“香港安全嗎？”的宣傳海報於隧道出入口懸掛，但紅磡隧道方面以“政治敏感”為理由拒絕懸掛。導演陸劍青即對紅隧保守的拒絕懸掛表示無奈及遺憾，并認為是自我審查，他表示：“他們緊張了，可能同去年發生了的不開心的事情有關，太敏感同自我審查。有時內地還會開明過香港，只要你解釋到讓他們明白即可，香港就是直接不聽你解釋。”

### 示威影響

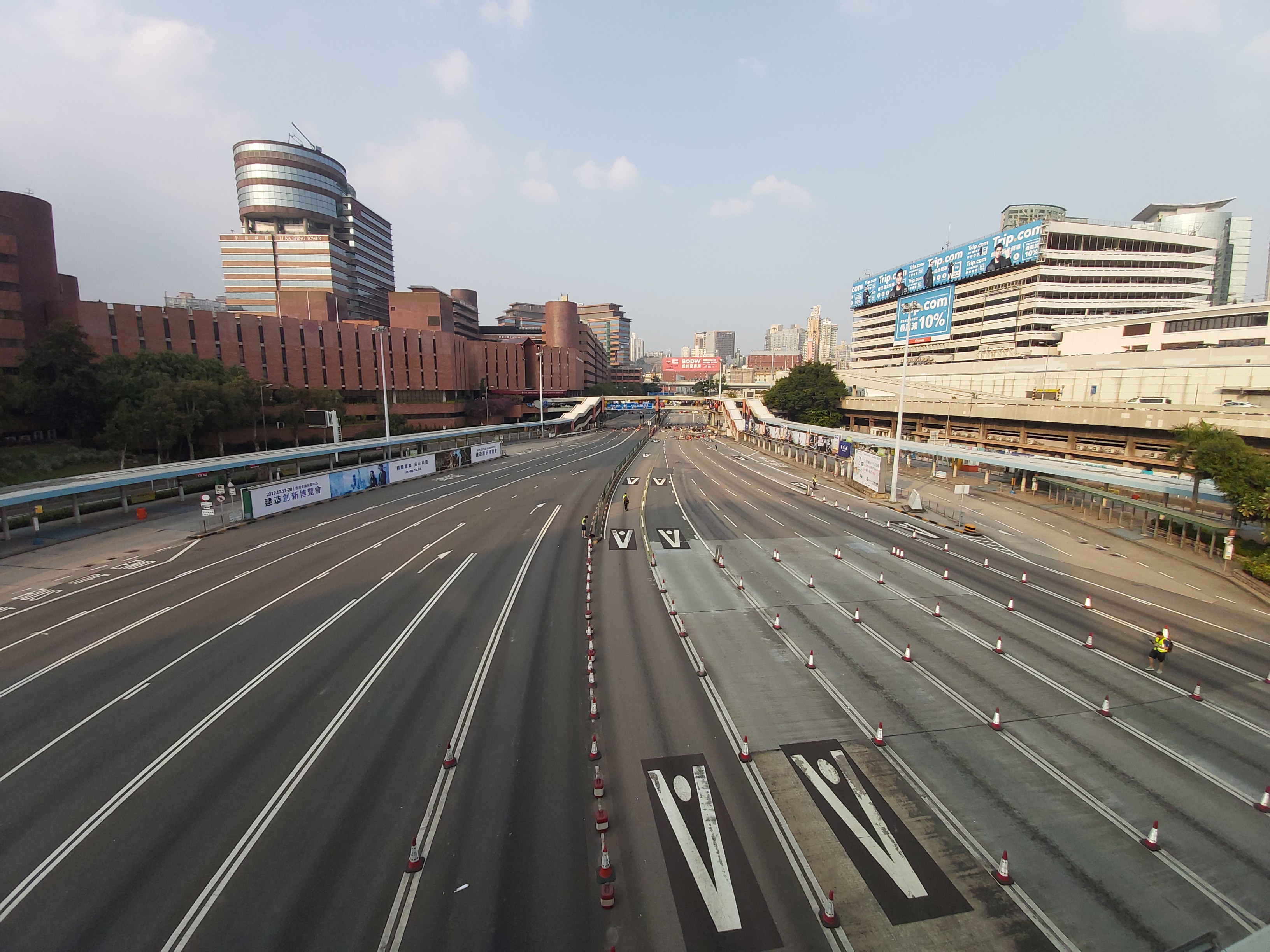
2019年11月三罷行動中，紅隧被示威者佔據，導致交通完全停頓

2019年8月3日九龍大遊行中，示威者曾兩度衝出紅隧位於紅磡一端的收費廣場，並阻塞大多數車道，兩次均導致交通受阻達到約一小時；而在翌晚的示威行動，亦有示威者再在銅鑼灣一端阻塞隧道入口。這次示威行動是紅磡海底隧道通車47年以來，首次遭到人為堵塞。而在其後的8·5三罷行動，隧道收費廣場在早上再次被示威者堵塞，連同在港鐵及其他幹道進行的不合作運動，導致全港交通一度癱瘓。同月25日的荃葵青大遊行後，部分示威者改往尖沙咀堵塞道路，並一度再衝擊紅隧收費廣場，當中部分人破壞收費亭上的八達通機及自動收費設施。
2019年11月14日，示威者堵塞紅隧，佔領香港理工大學至紅磡站的行人天橋，同時往橋下的路面拋下大量雜物，並用雜物堵塞道路投擲汽油彈，並破壞隧道行政大樓、交通管理系統等設施，並焚燒紅隧收費亭。紅隧交通癱瘓，當局宣佈紅隧短期內將不能重新通車。運輸署與渡輪營辦商合作，臨時開辦紅磡碼頭來往灣仔碼頭及九龍城碼頭來往灣仔碼頭的免費航線往來維港兩岸，以疏導土瓜灣、紅磡往返港島的交通，並協調巴士公司將原經紅隧之巴士路線改經東隧或西隧，以及加強東隧、西隧巴士路線班次。
2019年11月27日上午五時起，受示威活動影響封閉長達13日的紅磡海底隧道，清晨5時恢復通車，車輛陸續駛過收費通道。所有收費亭已修復，如常運作，只有信用卡拍卡付款服務要暫停。所有途經紅隧的巴士線亦恢復行駛，而兩條臨時免費渡輪線則運作至11月29日。

## 行車時間監察系統
近年運輸署在海底隧道及其餘兩條海底隧道安裝了行車時間監察系統，並在港九通往隧道的主要道路設置行車時間顯示板，顯示經3條隧道過海的預計行車時間，方便駕駛人士選擇使用最方便的海底隧道及行車路線。

### 隧道職工會
紅磡海底隧道設有職工會，分別為香港隧道及公路幹線從業員總會紅磡海底隧道分會（工聯會屬會，登記編號：853），理事長為辛榕城；另一工會為香港收費道路從業員協會（職工盟屬會，登記編號：926）。

## 收費
以下費用皆以港幣計算。
目前收費：

### 歷年收費
- 1972年8月2日：[26]

1. 電單車／機動三輪車：$2
2. 私家車、的士：$5
3. 公共及私家小型巴士：$8
4. 空載重量不超過40英擔的貨車：$10
5. 空載重量不超過100英擔的貨車：$15
6. 空載重量超過100英擔的貨車：$20
7. 公共及私家單層巴士：$10
8. 公共及私家雙層巴士：$15
9. 超過兩條車軸的每條額外車軸：$5

- 1984年6月1日額外徵收通過稅：[27]

1. 電單車／機動三輪車：$2
2. 公共及私家小型巴士：$2
3. 所有其他車輛：$5

- 1984年9月1日：[28]

1. 許可車輛總重不超逾5.31公噸的貨車：$10
2. 許可車輛總重超逾5.31公噸及不超逾12.73公噸的貨車：$15
3. 許可車輛總重超逾12.73公噸的貨車：$20

- 1992年8月1日：[29]

1. 許可車輛總重不超逾5.5公噸的輕型貨車：$10
2. 許可車輛總重超逾5.5公噸但不超逾24公噸的中型貨車：$15
3. 許可車輛總重超逾24公噸的重型貨車：$25
4. 超過兩條車軸的每條額外車軸：$10

| 分類 | 車輛類別                                        | 車輛類別                                        | 1999年9月1日 至 2019年2月16日 | 2019年2月17日 至 2023年7月23日凌晨四時 | 2023年7月23日凌晨五時 至 2023年8月1日 | 2023年8月2日 至 2023年12月17日凌晨五時 | 2023年12月17日凌晨五時 起 |
| ---- | ----------------------------------------------- | ----------------------------------------------- | ----------------------------- | -------------------------------------- | ------------------------------------- | -------------------------------------- | ------------------------- |
| 1    | 電單車／機動三輪車                              | 電單車／機動三輪車                              | $8                            | $8                                     | $8                                    | $8                                     | $8-$16                    |
| 2    | 私家車                                          | 私家車                                          | $20                           | $20                                    | $20                                   | $30                                    | $20-$40                   |
| 3    | 的士                                            | 的士                                            | $10                           | $10                                    | $10                                   | $25                                    | $25                       |
| 4    | 公共及私家小型巴士                              | 公共及私家小型巴士                              | $10                           | $10                                    | $10                                   | $10                                    | $50                       |
| 5    | 許可車輛總重不超逾5.5公噸的輕型貨車             | 許可車輛總重不超逾5.5公噸的輕型貨車             | $15                           | $15                                    | $15                                   | $15                                    | $50                       |
| 6    | 許可車輛總重超逾5.5公噸但不超逾24公噸的中型貨車 | 許可車輛總重超逾5.5公噸但不超逾24公噸的中型貨車 | $20                           | $20                                    | $20                                   | $20                                    | $50                       |
| 7    | 許可車輛總重超逾24公噸的重型貨車                | 許可車輛總重超逾24公噸的重型貨車                | $30                           | $30                                    | $30                                   | $30                                    | $50                       |
| 8    | 公共及私家單層巴士                              | 專營                                            | $10                           | 免費                                   | 免費                                  | 免費                                   | 免費                      |
| 8    | 公共及私家單層巴士                              | 非專營                                          | $10                           | $10                                    | $10                                   | $10                                    | $50                       |
| 9    | 公共及私家雙層巴士                              | 專營                                            | $15                           | 免費                                   | 免費                                  | 免費                                   | 免費                      |
| 9    | 公共及私家雙層巴士                              | 非專營                                          | $15                           | $15                                    | $15                                   | $15                                    | $50                       |
| 10   | 超過兩條車軸的每條額外車軸                      | 專營巴士                                        | $10                           | 免費                                   | 免費                                  | 免費                                   | 免費                      |
| 10   | 超過兩條車軸的每條額外車軸                      | 其他車輛                                        | $10                           | $10                                    | 免費                                  | 免費                                   | 免費                      |

### 易通行
2023年7月23日起，收費廣場的人手及自動收費亭已被不停車繳費服務「易通行」取代。所有途經此隧道的車輛均不用停車繳費。

## 鄰近地標
- 香港理工大學
- 置富都會
- 香港體育館
- 香港歷史博物館
- 香港科學館
- 唯港薈

## 圖片

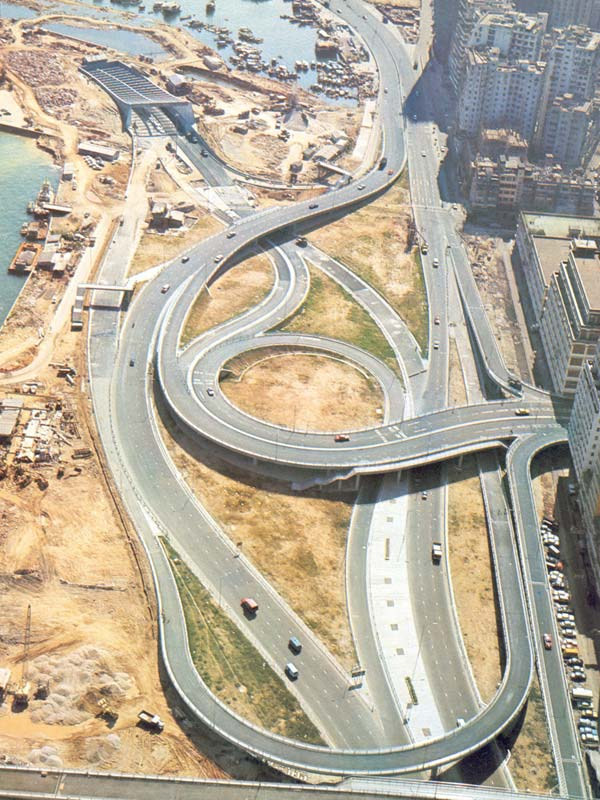
1970年代位於奇力島入口
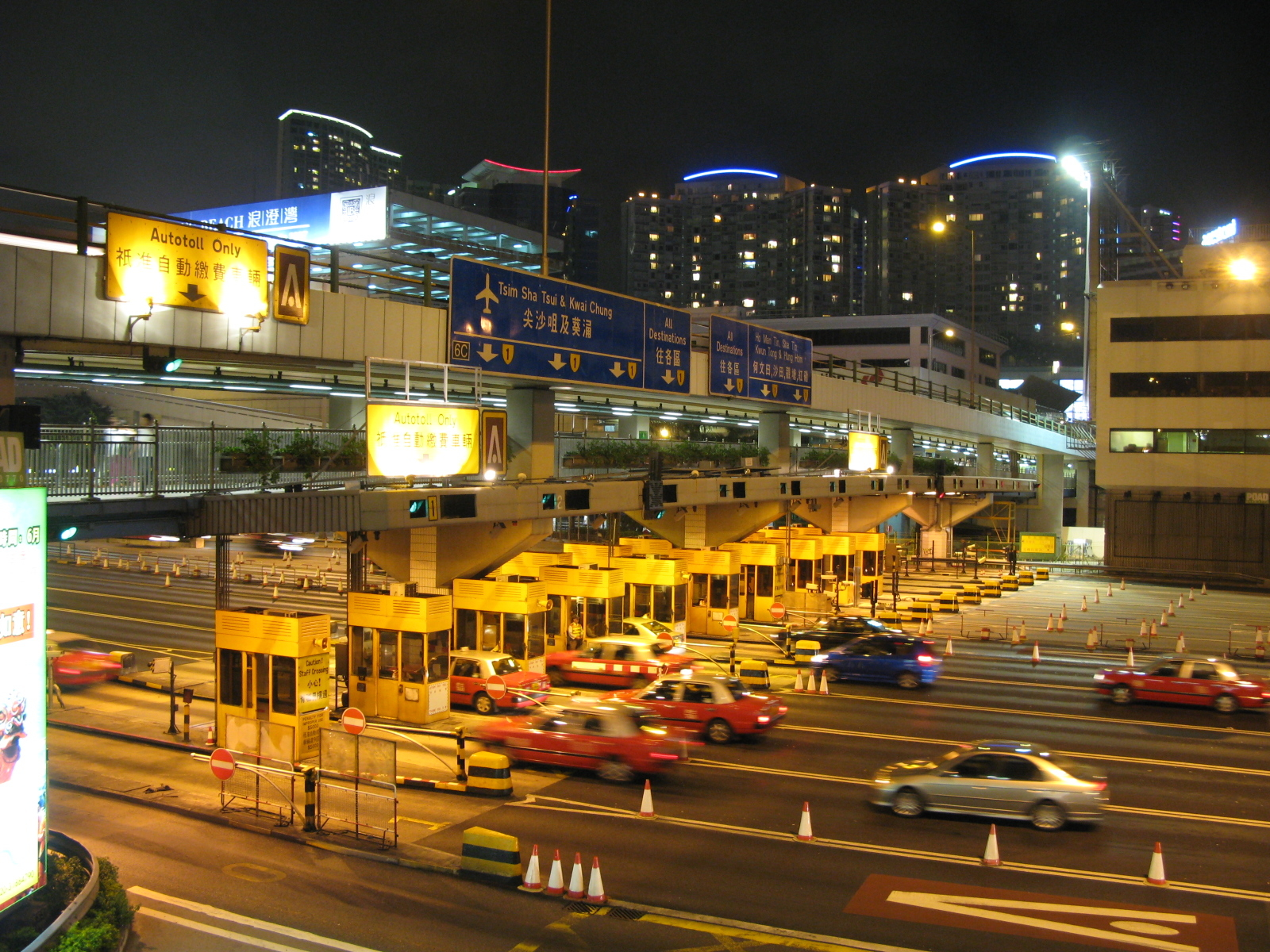
「易通行」啟用前的海底隧道紅磡收費廣場
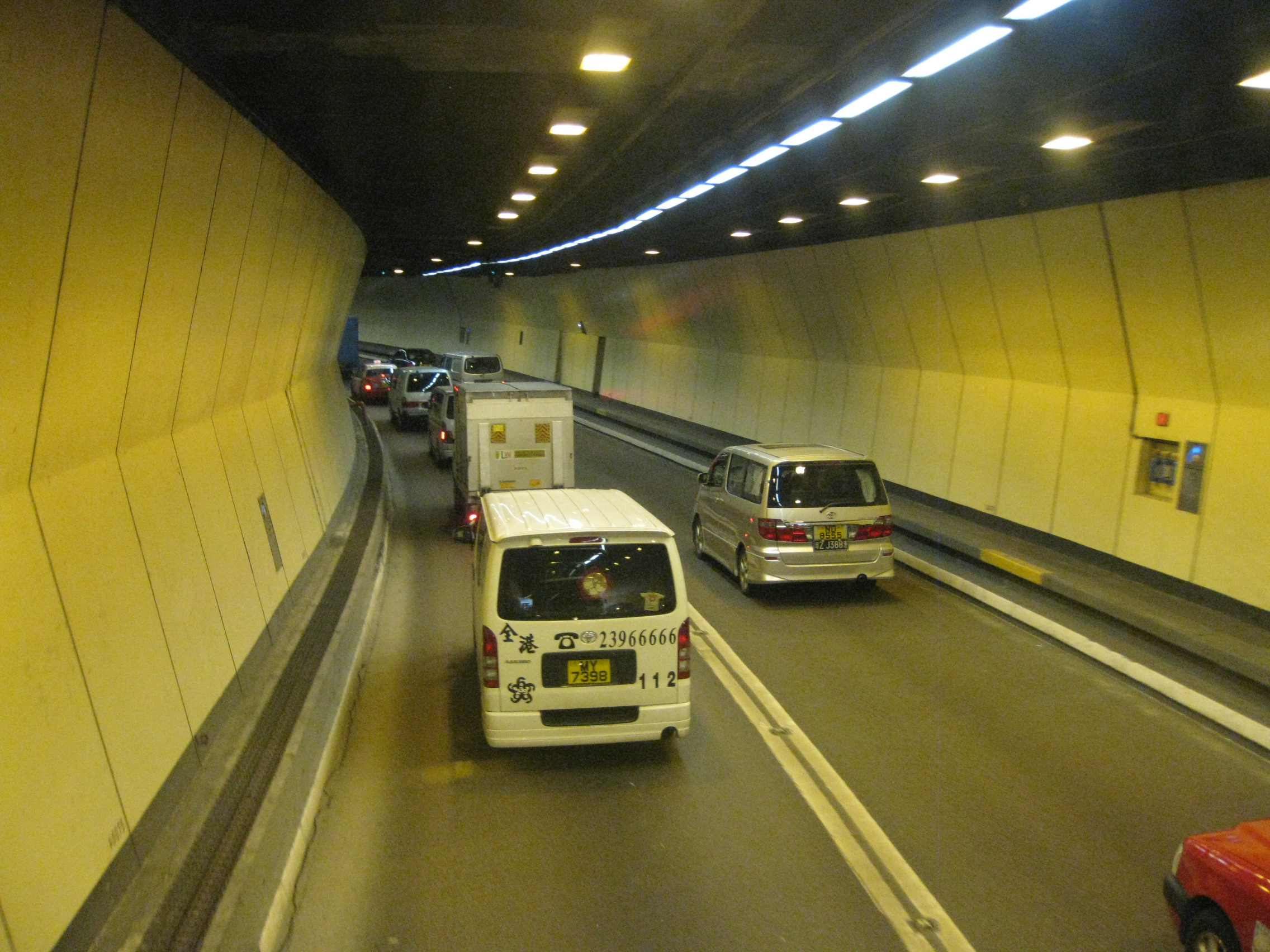
海底隧道內觀
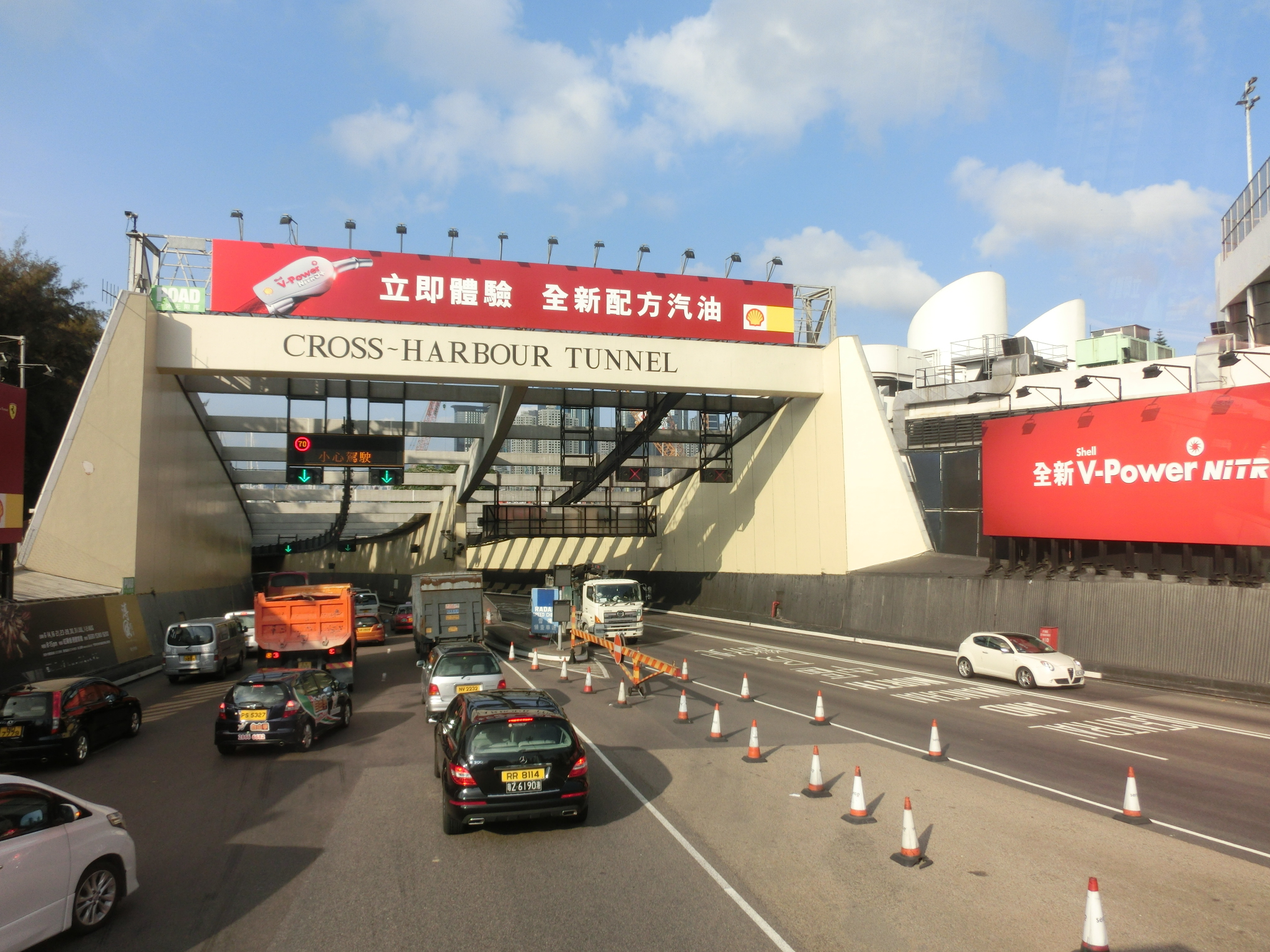
海底隧道香港入口，頂部印上英文名稱
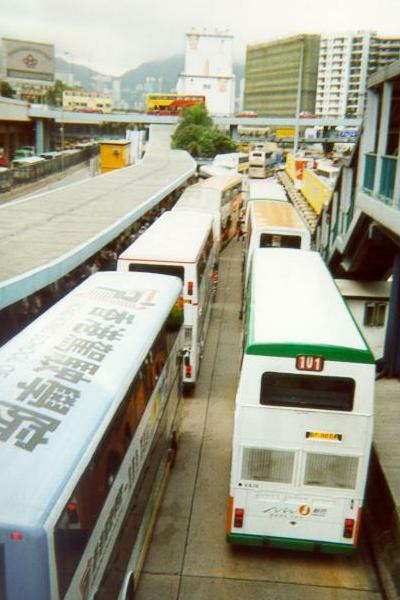
海底隧道往香港方向巴士站，早上繁忙時間須安排大量巴士以接載乘客（攝於1999年5月）
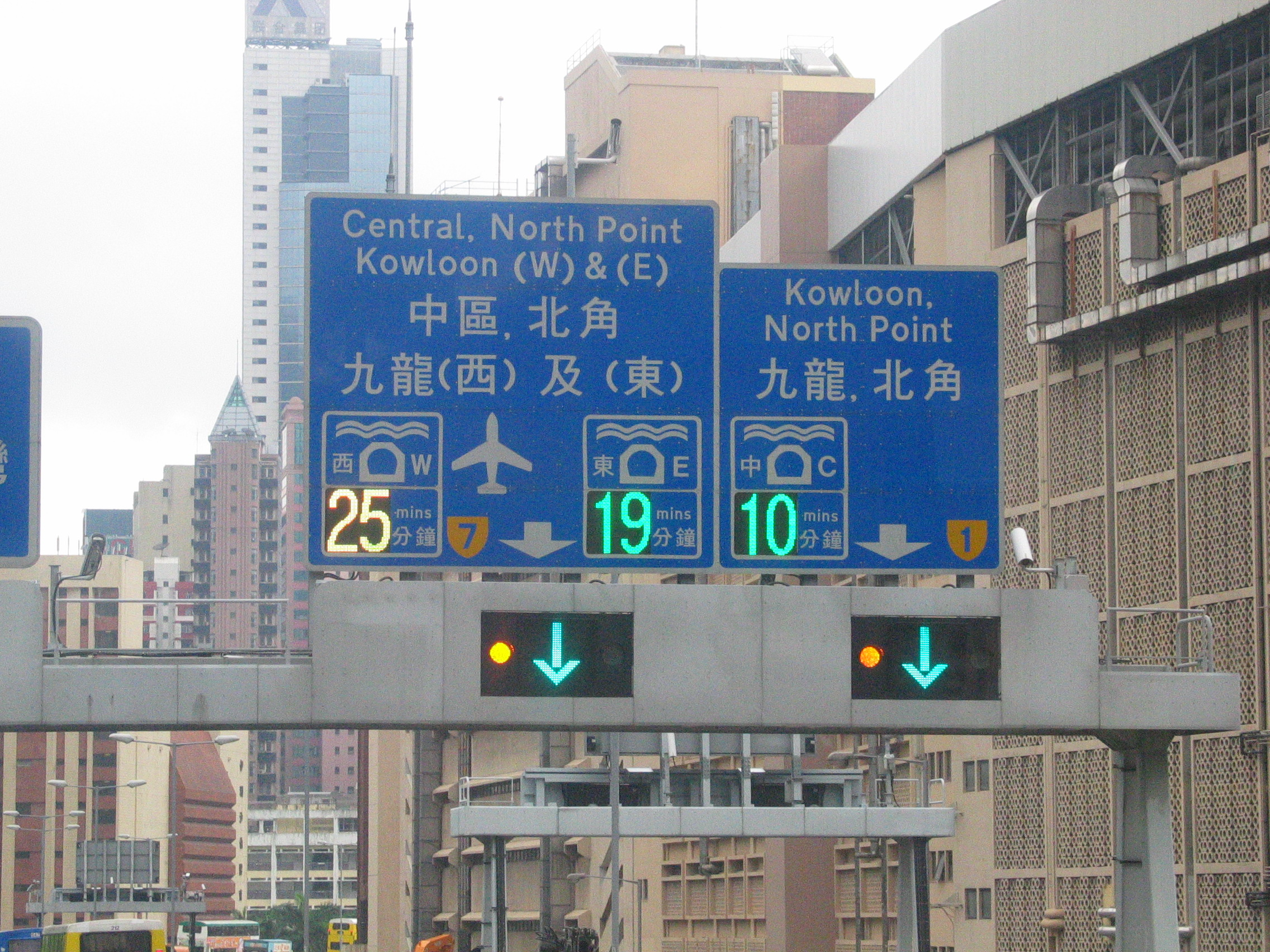
在香港仔隧道出口的顯示板，顯示使用西區、東區及紅磡海底隧道的時間
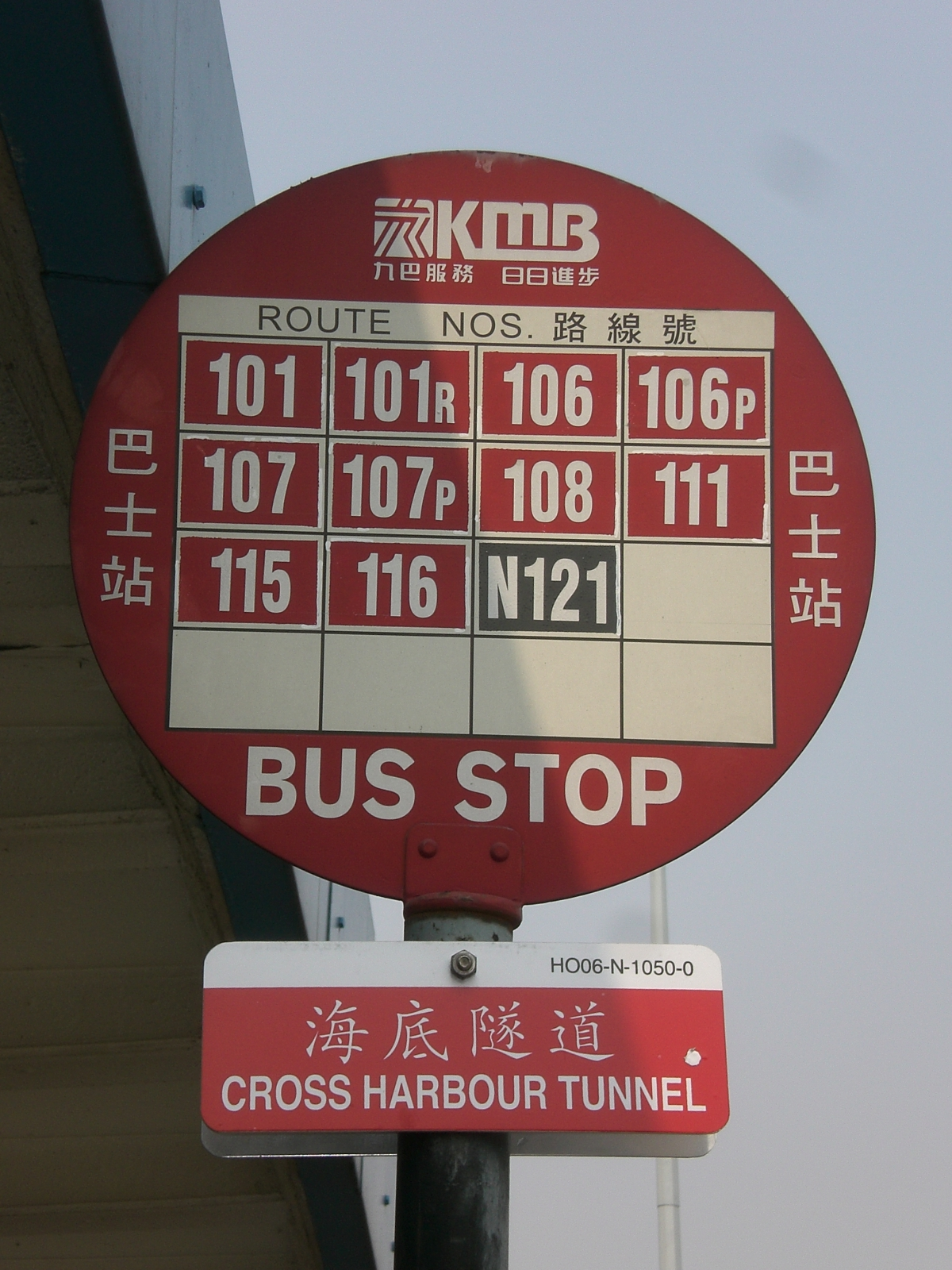
位於紅隧的巴士站
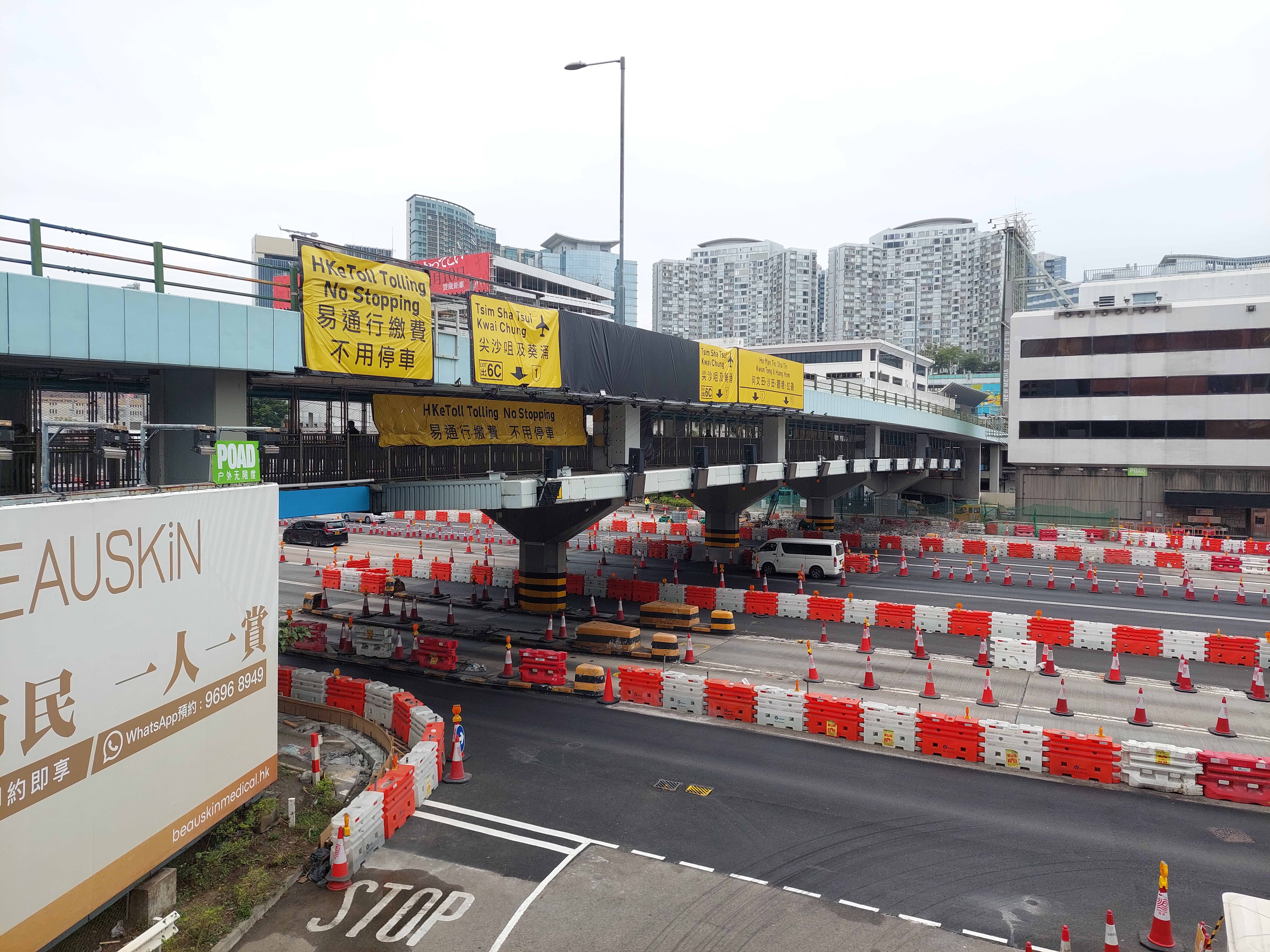
「易通行」啟用後的海底隧道紅磡收費廣場，所有收費亭均已拆除

## 流行文化
- 《拆弹专家》：2017年上映的香港電影，由邱禮濤執導，劉德華投資監製兼領銜主演。電影後半部份講述由在逃的頭號通緝犯「火爆」洪繼鵬（姜武飾）率領一群悍匪封鎖紅隧，並挾持及殺害人質，甚至不惜炸毀紅隧，務求向香港警方爆炸品處理課警司及拆彈專家章在山（劉德華飾）報回在本片開頭不久自己的犯罪團隊被章在山出賣及被警方逮捕瓦解之仇（因本片開首講述章在山是「火爆」洪繼鵬犯罪團伙中的一名鑽研爆破罪犯的臥底學徒；在一年半後，被列為在逃頭號通緝犯的洪繼鵬為了報被出賣之仇引章在山出馬，就在香港紅磡海底隧道裏製造爆炸事件。）電影製作團隊在昂船洲以1:1比例搭出了一小段紅磡海底隧道及九龍側隧道出入口，然後在片尾炸掉。

## 外部連結
- 運輸署行車隧道收費表（页面存档备份，存于）
- 香港到九龍過海行車速度及時間
- 香港巴士大典上的相关条目：海底隧道
- 香港道路大典上的相关条目：海底隧道

| 论 编 | 香港1號幹線 |  |
| |             |  |
| 黃竹坑道 – 香港仔隧道 – 黃泥涌峽天橋 – 堅拿道天橋 – 海底隧道 – 康莊道 – 公主道 – 窩打老道 – 獅子山隧道公路（包括獅子山隧道及第二獅子山隧道） – 沙田路 – 大埔公路－沙田段 |             |  |
| |             |  |